# Tuscania Volley 2014-2015
Questa voce raccoglie le informazioni riguardanti la Tuscania Volley nelle competizioni ufficiali della stagione 2014-2015.

## Stagione
La stagione 2014-15 è per la Tuscania Volley, sponsorizzata dalla Maury's Italiana Assicurazioni, la prima in Serie A2: il club laziale guadagna infatti la promozione al termine della stagione 2013-14 dalla Serie B1 grazie alla vittoria dei play-off promozione. Confermato l'allenatore Paolo Tofoli, anche diversi giocatori autori della promozione vengono riconfermati come Pierlorenzo Buzzelli, Giuseppe Ottaviani, Marcello Di Felice e Simone Vitangeli a cui si aggiungono gli innesti di Andrea Marchisio, Paolo Alborghetti, Dāvis Krūmiņš, Dmitrij Shavrak e Roberto Festi; tra quelli che lasciano la squadra: Ridas Skuodis, Matteo Mantovani, Bartolomeo Benedetto, Andrea Vanini e Daniele Moretti.
L'esordio nel campionato cadetto si apre con una sconfitta in casa per 3-2 la Pallavolo Matera Bulls, mentre la prima vittoria arriva alla terza giornata contro la Libertas Brianza: dopo due insuccessi consecutivi arriva anche la prima vittoria in trasferta, in casa della Pallavolo Azzurra Alessano, seguita nella giornata successiva dalla seconda vittoria consecutiva, sul Materdomini Volley; tuttavia nelle restati gare del girone di andata sono segnate esclusivamente da sconfitte che portano la squadra al nono posto in classifica, non utile per qualificarsi alla Coppa Italia di categoria. Il girone di ritorno è segnato da partite tutte perse, eccetto due, una alla tredicesima giornata contro la Callipo Sport, l'altra alla diciassettesima sul club di Alessano: la Tuscania Volley conclude quindi la reguar season al penultimo posto, ossia l'undicesimo, fuori dalla zona dei play-off promozione.

## Organigramma societario
Area direttiva
- Presidente: Angelo Pieri
- Vicepresidente: Giuseppe Vittorangeli
- Segreteria organizzativa: Pasqualina Pierini

Area organizzatore
- Team manager: Paolo Guglielmana
- Direttore sportivo: Alessandro Cappelli
- Addetto agli arbitri: Claudio Negrini
- Magazzino: Giocondo Genzini

Area tecnica
- Allenatore: Paolo Tofoli
- Allenatore in seconda: Fabrizio Grezio
- Assistente allenatore: Chiara Bartolacci, Luca Scatena
- Scout man: Francesco Barbanti
- Responsabile settore giovanile: Stefania Nicolosi

Area comunicazione
- Addetto stampa: Franco Costantini
- Web master: Giovanni Carletti
- Speaker: Franco Costantini
- Fotografo: Luca Laici, Angelo Murri

Area marketing
- Responsabile marketing: Claudio Negrini

Area sanitaria
- Medico: Vincenzo Potestio
- Preparatore atletico: Andrea Radogna
- Fisioterapista: Francesca Pulcini, Francesco Rizzo, Emiliano Spaziani
- Nutrizionista: Bruno Massimo

## Rosa
| N° | Nome                  | Ruolo | Data di nascita  | Nazionalità sportiva |
| -- | --------------------- | ----- | ---------------- | -------------------- |
| 1  | Pierlorenzo Buzzelli  | S/O   | 21 luglio 1990   | Italia               |
| 3  | Andrea Marchisio      | L     | 6 novembre 1990  | Italia               |
| 4  | Roberto Festi         | C     | 30 gennaio 1994  | Italia               |
| 5  | Giacomo Leoni         | P     | 9 ottobre 1995   | Italia               |
| 6  | Simone Straino        | L     | 19 febbraio 1997 | Italia               |
| 7  | Simone Vitangeli      | C     | 19 gennaio 1986  | Italia               |
| 8  | Giuseppe Ottaviani    | S     | 12 dicembre 1991 | Italia               |
| 9  | Lorenzo Rossi         | S     | 26 gennaio 1990  | Italia               |
| 10 | Simone Pieri          | L     | 25 agosto 1996   | Italia               |
| 11 | Marcello Di Felice    | S/O   | 10 maggio 1993   | Italia               |
| 12 | Dmitrij Shavrak       | S     | 7 ottobre 1991   | Ucraina              |
| 13 | Cristian Anselmi      | S/O   | 21 agosto 1996   | Italia               |
| 14 | Giulio Silva          | S     | 3 ottobre 1986   | Italia               |
| 15 | Lorenzo Delle Piaggi  | P     | 27 gennaio 1998  | Italia               |
| 16 | Antonello Guglielmana | S     | 8 dicembre 1995  | Italia               |
| 17 | Paolo Alborghetti     | C     | 23 aprile 1987   | Italia               |
| 18 | Dāvis Krūmiņš         | P     | 28 giugno 1990   | Italia               |

## Mercato
| Acquisti | Acquisti             | Acquisti          | Acquisti   |
| R.       | Nome                 | da                | Modalità   |
| -------- | -------------------- | ----------------- | ---------- |
| C        | Paolo Alborghetti    | Olimpia Bergamo   | definitivo |
| P        | Lorenzo Delle Piaggi | ?                 | definitivo |
| C        | Roberto Festi        | Corigliano Volley | definitivo |
| P        | Dāvis Krūmiņš        | Milano            | definitivo |
| P        | Giacomo Leoni        | Club Italia       | definitivo |
| L        | Andrea Marchisio     | Piemonte          | definitivo |
| L        | Simone Pieri         | ?                 | definitivo |
| S        | Lorenzo Rossi        | ?                 | definitivo |
| S        | Dmitrij Shavrak      | Lokomotyv Charkiv | definitivo |
| S        | Giulio Silva         | Massa             | definitivo |

| Cessioni | Cessioni             | Cessioni            | Cessioni   |
| R.       | Nome                 | a                   | Modalità   |
| -------- | -------------------- | ------------------- | ---------- |
| L        | Bartolomeo Benedetto | Rinascita Lagonegro | definitivo |
| C        | Federico Campanini   | ?                   | definitivo |
| S        | Diego Figliolia      | Aversa              | definitivo |
| C        | Matteo Mantovani     | Tuscia Viterbo      | definitivo |
| C        | Daniele Moretti      | Impavida Ortona     | definitivo |
| C        | Ridas Skuodis        | Tuscia Viterbo      | definitivo |
| P        | Andrea Vanini        | Marconi             | definitivo |

## Risultati

### Serie A2

#### Girone di andata
| 1ª giornata - 19 ottobre 2014 Palazzetto dello Sport, Montefiascone   | Tuscania          | 2 - 3 | Matera Bulls      | 25-23, 25-22, 30-32, 20-25, 8-15  |
| 2ª giornata - 26 ottobre 2014 PalaValentia, Vibo Valentia             | Callipo           | 3 - 0 | Tuscania          | 25-14, 25-23, 25-22               |
| 3ª giornata - 2 novembre 2014 Palazzetto dello Sport, Montefiascone   | Tuscania          | 3 - 0 | Libertas Brianza  | 25-20, 25-20, 26-24               |
| 4ª giornata - 9 novembre 2014 PalaPolsinelli, Sora                    | Argos             | 3 - 1 | Tuscania          | 22-25, 25-21, 28-26, 25-23        |
| 5ª giornata - 16 novembre 2014 Palazzetto dello Sport, Montefiascone  | Tuscania          | 2 - 3 | Tricolore         | 25-19, 20-25, 18-25, 25-20, 11-15 |
| 6ª giornata - 23 novembre 2014 Palazzetto dello Sport, Tricase        | Alessano          | 1 - 3 | Tuscania          | 19-25, 25-23, 24-26, 19-25        |
| 7ª giornata - 30 novembre 2014 Palazzetto dello Sport, Montefiascone  | Tuscania          | 3 - 0 | Materdomini       | 25-22, 25-23, 25-18               |
| 8ª giornata - 7 dicembre 2014 PalaSanFilippo, Brescia                 | Atlantide Brescia | 3 - 0 | Tuscania          | 25-17, 25-20, 25-23               |
| 9ª giornata - 14 dicembre 2014 Palazzetto dello Sport, Montefiascone  | Tuscania          | 0 - 3 | Corigliano Volley | 26-28, 17-25, 20-25               |
| 10ª giornata - 21 dicembre 2014 Palazzetto dello Sport, Montefiascone | Tuscania          | 0 - 3 | Impavida Ortona   | 19-25, 20-25, 10-25               |
| 11ª giornata - 26 dicembre 2014 PalaPrincipi, Potenza Picena          | Potentino         | 3 - 1 | Tuscania          | 25-21, 25-27, 27-25, 25-20        |

#### Girone di ritorno
| 12ª giornata - 3 gennaio 2015 PalaSassi, Matera                       | Matera Bulls      | 3 - 0 | Tuscania          | 25-18, 25-18, 25-19               |
| 13ª giornata - 14 gennaio 2015 Palazzetto dello Sport, Montefiascone  | Tuscania          | 3 - 2 | Callipo           | 30-28, 27-29, 22-25, 26-24, 17-15 |
| 14ª giornata - 18 gennaio 2015 PalaParini, Cantù                      | Libertas Brianza  | 3 - 1 | Tuscania          | 21-25, 25-23, 25-16, 25-20        |
| 15ª giornata - 25 gennaio 2015 Palazzetto dello Sport, Montefiascone  | Tuscania          | 0 - 3 | Argos             | 21-25, 22-25, 14-25               |
| 16ª giornata - 1º febbraio 2015 PalaBigi, Reggio nell'Emilia          | Tricolore         | 3 - 1 | Tuscania          | 25-16, 17-25, 25-15, 25-21        |
| 17ª giornata - 15 febbraio 2015 Palazzetto dello Sport, Montefiascone | Tuscania          | 3 - 0 | Alessano          | 25-21, 25-16, 25-20               |
| 18ª giornata - 22 febbraio 2015 PalaGrotte, Castellana Grotte         | Materdomini       | 3 - 2 | Tuscania          | 16-25, 28-26, 20-25, 25-22, 15-13 |
| 19ª giornata - 1º marzo 2015 Palazzetto dello Sport, Montefiascone    | Tuscania          | 2 - 3 | Atlantide Brescia | 25-18, 22-25, 27-25, 18-25, 7-15  |
| 20ª giornata - 8 marzo 2015 PalaCorigliano, Corigliano Calabro        | Corigliano Volley | 3 - 0 | Tuscania          | 27-25, 25-17, 25-21               |
| 21ª giornata - 15 marzo 2015 Palasport Comunale, Ortona               | Impavida Ortona   | 3 - 1 | Tuscania          | 25-18, 25-22, 21-25, 25-20        |
| 22ª giornata - 22 marzo 2015 Palazzetto dello Sport, Montefiascone    | Tuscania          | 2 - 3 | Potentino         | 27-29, 25-18, 19-25, 25-22, 6-15  |

## Statistiche

### Statistiche di squadra
| Competizione | Punti | In casa | In casa | In casa | In trasferta | In trasferta | In trasferta | Totale | Totale | Totale |
| Competizione | Punti | G       | V       | P       | G            | V            | P            | G      | V      | P      |
| ------------ | ----- | ------- | ------- | ------- | ------------ | ------------ | ------------ | ------ | ------ | ------ |
| Serie A2     | 19    | 11      | 4       | 7       | 11           | 1            | 10           | 22     | 5      | 17     |
| Totale       | -     | 11      | 4       | 7       | 11           | 1            | 10           | 22     | 5      | 17     |

G = partite giocate; V = partite vinte; P = partite perse

### Statistiche dei giocatori
| Giocatore       | Serie A2 | Serie A2 | Serie A2 | Serie A2 | Serie A2 | Totale | Totale | Totale | Totale | Totale |
| Giocatore       | P        | PT       | AV       | MV       | BV       | P      | PT     | AV     | MV     | BV     |
| --------------- | -------- | -------- | -------- | -------- | -------- | ------ | ------ | ------ | ------ | ------ |
| P. Alborghetti  | 22       | 198      | 133      | 57       | 8        | 22     | 198    | 133    | 57     | 8      |
| C. Anselmi      | 0        | 0        | 0        | 0        | 0        | 0      | 0      | 0      | 0      | 0      |
| P. Buzzelli     | 21       | 263      | 216      | 24       | 23       | 21     | 263    | 216    | 24     | 23     |
| L. Delle Piaggi | -        | -        | -        | -        | -        | -      | -      | -      | -      | -      |
| M. Di Felice    | 18       | 35       | 30       | 3        | 2        | 18     | 35     | 30     | 3      | 2      |
| R. Festi        | 20       | 157      | 115      | 31       | 11       | 20     | 157    | 115    | 31     | 11     |
| A. Guglielmana  | -        | -        | -        | -        | -        | -      | -      | -      | -      | -      |
| D. Krūmiņš      | 19       | 58       | 28       | 18       | 12       | 19     | 58     | 28     | 18     | 12     |
| G. Leoni        | 20       | 10       | 2        | 4        | 4        | 20     | 10     | 2      | 4      | 4      |
| A. Marchisio    | 22       | 1        | 1        | -        | -        | 22     | 1      | 1      | -      | -      |
| G. Ottaviani    | 22       | 228      | 203      | 14       | 11       | 22     | 228    | 203    | 14     | 11     |
| S. Pieri        | -        | -        | -        | -        | -        | -      | -      | -      | -      | -      |
| L. Rossi        | 12       | 21       | 18       | 3        | 1        | 12     | 21     | 18     | 3      | 1      |
| D. Shavrak      | 22       | 276      | 237      | 22       | 17       | 22     | 276    | 237    | 22     | 17     |
| G. Silva        | 18       | 10       | 7        | 3        | 0        | 18     | 10     | 7      | 3      | 0      |
| S. Straino      | 0        | 0        | 0        | 0        | 0        | 0      | 0      | 0      | 0      | 0      |
| S. Vitangeli    | 14       | 37       | 28       | 8        | 1        | 14     | 37     | 28     | 8      | 1      |

P = presenze; PT = punti totali; AV = attacchi vincenti; MV = muri vincenti; BV = battute vincenti